# Body combat
Le BodyCombat est un cours de fitness pré-chorégraphié de forte intensité basé sur des mouvements d'arts martiaux et d'autres sports de combats. Cet entraînement complet permet un travail cardio-vasculaire et musculaire en sollicitant tous les grands groupes musculaires ainsi que les muscles du tronc de manière réactive. Créé en Nouvelle-Zélande en 1998, il fait partie du concept Body Training System de la société Les Mills.

## Programme
Un cours de BodyCombat dure environ 55 minutes et est composé de 10 chansons, chacune ayant un objectif spécifique pour l'entraînement et la remise en forme.
Le BodyCombat s'imprègne de plusieurs arts martiaux, dont les plus récurrents sont :
- la boxe
- le kick-boxing
- le karaté
- le taekwondo
- le muay thai
- le tai chi chuan
- la capoeira

Bien que les exercices soient basés sur des mouvements issus de ces disciplines, le BodyCombat n'est pas un art martial en soi. Les coups ne sont pas portés, à l'instar de la réalisation d'un kata, comme dans certains arts martiaux mais sont répétés de nombreuses fois afin de les maîtriser. Des entraînements réguliers permettent néanmoins de connaître quelques techniques de self-défense et d'être confiant en soi.[réf. nécessaire]
Exercices
1. Échauffement : subdivisé en trois parties, chacune s'attachant à échauffer respectivement le haut ,le bas et le centre du corps. C'est au cours de cette phase que l'on apprend la plupart des mouvements.
2. Combat 1 : simulation d'une confrontation avec un adversaire fictif.
3. Puissance 1 : exercice cardio-vasculaire rythmé où l'on travaille la vitesse, la puissance et l'endurance.
4. Combat 2 : seconde simulation de combat, plus intense que la première.
5. Puissance 2 : exercice qui travaille l'endurance du haut du corps uniquement.
6. Combat 3 : troisième simulation de combat, d'une intensité moindre que la seconde mais qui prépare le combat final.
7. Muay Thai : assaut final. Cette phase est la plus intense car très exigeante en puissance, vitesse et endurance.
8. Puissance 3 : exercice cardio-vasculaire final qui sollicite particulièrement les épaules.
9. Renforcement musculaire : exercices de musculation au sol, où l'on alterne généralement des phases de renforcement abdominal et du haut du corps.
10. Étirements : repos des muscles et relaxation.

## Effets
(octobre 2022).
Si vous disposez d'ouvrages ou d'articles de référence ou si vous connaissez des sites web de qualité traitant du thème abordé ici, merci de compléter l'article en donnant les références utiles à sa vérifiabilité et en les liant à la section « Notes et références ».
Selon Les Mills, tout comme le BodyAttack, le BodyCombat est un exercice cardio-vasculaire exigeant, permettant d'améliorer la condition mentale et la confiance en soi. Il permet également d'accroître la densité des os.
Ses bénéfices sont donc à la fois physiques et psychiques. D'un côté, le BodyCombat combine un travail de renforcement musculaire avec une action cardio-vasculaire. Il permet également de renforcer la vitesse et l'agilité.
D'un point de vue psychologique, contrairement à certains arts martiaux nécessitant un long apprentissage, le BodyCombat est avant tout ludique, ce qui permet de canaliser l’agressivité et de réduire le stress.
Une seule séance permet de brûler entre 600 et 800 kcal[réf. nécessaire] (737 kcal selon le site officiel Les Mills). La quantité de calories brûlées varie cependant avec l'intensité fournie durant le cours, notamment grâce à des variantes possibles sur quelques mouvements, permettant de diminuer ou d'intensifier l'effort musculaire et cardio-vasculaire.

## Directeurs du programme
Leur rôle est de concevoir et d'enseigner les chorégraphies (renouvelées tous les trois mois). Lancé en 1999, le Body Combat a eu comme premiers directeurs de programme Nathaniel Leivas et son épouse Gabriela, surnommés Nath & Gab. D'un style plutôt souple, ils ont dirigé le programme jusqu'en 2004, date à laquelle ces derniers ont été remplacés par les actuels directeurs qui sont Dan Cohen et Rachael Newsham, surnommés Dan & Rache. Leur style particulièrement technique et leur choix de musiques rapides et rythmées ont contribué à faire du BodyCombat un cours très populaire dans les salles de sport partout dans le monde.

## Body Combat et arts martiaux
Le degré élevé de technicité des cours implique, pour les pratiquants réguliers, une véritable maîtrise de certains mouvements d'arts martiaux, dont les plus importants sont:
- Les coups de poing : jab, cross-counter (ou simplement cross), crochet, uppercut, coude
- Les coups de pied : front kick, roundhouse kick, side kick, back kick, jumping front-kick, knee kick, lunging front-kick
- Les mouvements circulaires : ginga, esquive

De plus, une grande majorité d'instructeurs de BodyCombat sont titulaires de ceintures noires d'un ou de plusieurs arts martiaux, dont le karaté, le taekwondo, le full contact et le kick-boxing
Body Combat et arts martiaux sont donc intimement liés sans se chevaucher pour autant. Un maître d'arts martiaux est, en théorie, capable d'être instructeur de Body Combat. Un pratiquant se doit en revanche de s'entraîner régulièrement afin de maîtriser certains mouvements.